# 六音音階
六音音階（ろくおんおんかい）は、オクターブに6つの音が含まれる音階。
構成音を順にたどると、7つめの音で最初の音のオクターブ上（または下）の音に達する音階。言い換えると6つのピッチクラスによって構成されている音階である。
六音音階は、世界各地の民族音楽に見ることができる。しかし、五音音階が素朴な民謡に比較的多く見られ、またさまざまな七音音階が各地の芸術音楽に多く見られるのに比べると、六音音階は比較的例が少ない。
一方、西洋音楽にあって、近代以降新たに創作された六音音階に、全音音階、移調の限られた旋法第5番がある。